# 刺孔菌属
刺孔菌属（学名：Hydnopolyporus）是亚灰树花菌科下的一个属。

## 下属物种
本属包括以下物种：
- 流苏刺孔菌 Hydnopolyporus fimbriatus (Cooke) D.A.Reid
- Hydnopolyporus palmatus (Hook.) O.Fidalgo